# Дон. Главарь мафии 2
«Дон. Глава́рь ма́фии 2» (англ. Don 2) — индийский боевик 2011 года от режиссёра Фархана Ахтара, продолжение фильма «Дон. Главарь мафии» с Шахрухом Ханом и Приянкой Чопрой в главных ролях. Мировая премьера фильма состоялась 23 декабря 2011 года.

## Сюжет
Дону уже принадлежит вся Азия. Однако ему этого мало: он задумал покорить Европу и решил начать с Берлина. На этот раз его целью стал Немецкий Центральный Банк, из которого Дон задумал похитить устройство для печатания денег. Как обычно на его пути стоит спецотряд полиции и многочисленные конкуренты. Во главе команды преследователей Дона стоят известные зрителю из первой части фильма спецагент Рома, имеющая личные счёты с Доном, и капитан Малик.

## В ролях
| Актёр         | Роль                     |
| ------------- | ------------------------ |
| Шахрух Хан    | Дон                      |
| Приянка Чопра | Рома                     |
| Ом Пури       | Вишал Малик (офицер ЦРУ) |
| Лара Датта    | Айеша (правая рука Дона) |
| Боман Ирани   | Д`Силва (офицер полиции) |
| Кунал Капур   | Самир Али                |
| Лукас Флориан | Йенс Беркель             |

## Съёмки фильма
Съёмка фильма началась в октябре 2010 года в Берлине. Сцены из фильма разворачиваются, среди прочего, у Бранденбургских ворот, Жандарменмаркта, Олимпийского стадиона, на Александерплац и у East Side Gallery. В декабре 2010 года съёмка в Германии была завершена и с февраля действие фильма перенесено в Малайзию.

## Саундтрек
| №   | Название                                    | Исполнители                      | Длительность |
| --- | ------------------------------------------- | -------------------------------- | ------------ |
| 1.  | «Aa Raha Hoon Palat Ke»                     | Шахрух Хан                       | 0:35         |
| 2.  | «Zara Dil Ko Thaam Lo»                      | Вишал Дадлани, Ануша Мани        | 5:08         |
| 3.  | «Hai Ye Maya»                               | Уша Утхуп                        | 4:42         |
| 4.  | «Dushman Mera»                              | Шанкар Махадеван, Сунита Саратхи | 3:44         |
| 5.  | «The King Is Back» (Theme)                  | Сунита Саратхи                   | 3:57         |
| 6.  | «Mujhko Pehchan Lo»                         | K.K.                             | 3:24         |
| 7.  | «Hai Yeh Maya» (Remix by DJ Shane Mendonsa) | Уша Утхуп                        | 4:42         |
| 8.  | «Mujhko Pehchan Lo» (Remix)                 | K.K.                             | 4:51         |
| 9.  | «The Don Waltz»                             | Каралиса Монтейро                | 3:29         |
| 10. | «Don Theme» (Remix)                         | без вокала                       | 4:42         |

## Критика
Немецкий журнал Der Spiegel сравнил фильм со смесью фильмов о Джеймсе Бонде и трилогией Оушена, одновременно подчёркивая, что фильм не является сухим боевиком и содержит многочисленные комичные и ироничные сцены, а также присущие болливудским фильмам песни и танцы.
Среди кинокритиков в Индии не было единства в оценке этого фильма. Одни из них критиковали фильм за различие темпа действия в первой и второй половине фильма, неоригинальность сюжета и влияние на него продукции Голливуда — фильмов «Крепкий орешек», «Одиннадцать друзей Оушена» и «Миссия невыполнима», а также сравнивали «Дон 2» с другим фильмом Шахрух Хана — «Случайный доступ» в пользу последнего. Другие — указывали на развитие характера главного персонажа, стильность, сохранение интриги, драматизма и напряжения до самого конца фильма.